# Дарбанхи
Дарбанхи (чечен. Дарбанхи — «целебная вода», кум. Янгы Борагъан) — село в Гудермесском районе Чеченской Республики. Административный центр Дарбанхинского сельского поселения.

## География
Село расположено в междуречье рек Терек и его правого притока Сунжи, в 4 км к северо-западу от районного центра — города Гудермес и в 40 км к северо-востоку от города Грозный.
Ближайшие населённые пункты: Гудермес на юго-востоке, Ильиновская на юго-западе, Виноградное на северо-западе, Червлённая-Узловая на северо-западе и Брагуны на северо-востоке.

## Этимология
В переводе с чеченского Дарбанхи означает «целебная вода».

## История
Село возникло как отсёлок села Брагуны.
В 1977 году Указом Президиума ВС РСФСР посёлок при железнодорожном разъезде Брагуны был переименован в село Дарбанхи.

## Население
| 1990  | 2002  | 2010  | 2012  | 2013  | 2014  | 2015  |
| ----- | ----- | ----- | ----- | ----- | ----- | ----- |
| 1713  | ↘1683 | ↗2101 | ↗2170 | ↗2188 | ↗2240 | ↗2253 |
| 2016  | 2017  | 2018  | 2019  | 2020  | 2021  | 2023  |
| ↗2277 | ↗2312 | ↗2313 | ↗2329 | ↗2364 | ↗2798 | ↗2807 |
| 2024  |       |       |       |       |       |       |
| ↗2835 |       |       |       |       |       |       |

Национальный состав
По данным Всероссийской переписи населения 2010 года:
| № | Национальность | Численность, чел. | Доля   |
| - | -------------- | ----------------- | ------ |
| 1 | чеченцы        | 1080              | 51,4 % |
| 2 | кумыки         | 1005              | 47,8 % |
| 3 | другие         | 16                | 0,8 %  |

## Образование
- МБОУ «Дарбанхинская средняя школа» Гудермесского муниципального района Чеченской Республики[24].

## Здравоохранение
В селе функционирует ГКУ "Республиканская психбольница «Дарбанхи»
В октябре 2016 года в селе открыт корпус детского отделения Республиканской психиатрической больницы на 60 коек.

## Улицы
Улицы села:
| - Больничный - Гудермесская - Гудермесский - Дружба - Железнодорожная - Железнодорожная-2 - Зелёная - Молодёжная | - Подгорная - Посадочная - Степная - Терская - Центральная - Центральный - Школьная - Шоссейная. |